# Otomops
Otomops es un género de murciélagos que pertenecen a la familia Molossidae. Agrupa a 8 especies nativas de los climas tropicales del Viejo Mundo, desde África subsahariana hasta Nueva Guinea.

## Especies
Se reconocen las siguientes especies:
- Otomops formosus Chasen, 1939
- Otomops harrisoni Ralph, Richards, Taylor, Napier & Lamb, 2015[2]
- Otomops johnstonei Kitchener, How & Maryanto, 1992
- Otomops madagascariensis Dorst, 1953
- Otomops martiensseni (Matschie, 1897)
- Otomops papuensis Lawrence, 1948
- Otomops secundus Hayman, 1952
- Otomops wroughtoni (Thomas, 1913)